# Bystropogon punctatus
Bystropogon punctatus là một loài thực vật có hoa trong họ Hoa môi. Loài này được L'Hér. mô tả khoa học đầu tiên năm 1789.